# Юність Удмуртії
«Ю́ність Удму́ртії» — удмуртська республіканська фізкультурно-спортивна організація.
Організація була створена в 1994 році.
Мета організації — пропаганда фізкультури та спорту серед учнів, батьків та вчителів. Допомагає в підготовці молоді до праці та служби у Збройних силах Російської Федерації.
Голова організації — В. Б. Ломаєв.
Адреса: 426057, місто Іжевськ, вулиця Ліхвінцева, будинок 62